# 周蔭人
周荫人（1884年—1956年），字樾恩，直隷省深州武强县人，中华民国军事将领。

## 生平
从陸軍速成学堂毕业後，周蔭人考取公費補助至日本留学。1908年（光緒34年）入陸軍士官学校第6期砲兵科。與其同兵科之同學後來發跡為孫传芳。學成歸國後，被任命为陳光遠所職掌的陆军第四鎮教練官。後來一度轉任至雲南陸軍講武堂教官。
1913年（民国2年），返回北京任北京政府陸軍部砲兵監，後轉入陸軍第四師炮兵第4團所屬炮兵第2營擔任營長。1918年（民国7年），改任第4師的旅長。1919年（民国8年），任江西督軍陳光遠的参謀長。1922年（民国11年）6月，在陳光遠失势後，轉投效同學孫傳芳。在孫傳芳麾下先是擔任陸軍第12師23旅旅長，後升任陸軍第12師師長。1923年（民国12年）3月，随孫传芳入福建省，出任閩北護軍使。
在福建期間，周蔭人和孫傳芳聯手排除原本主政福建的皖系軍閥王永泉，使孫傳芳的勢力南進至福建一帶。1924年（民国13年）5月13日，北京國民政府下令周蔭人接替孫傳芳擔任福建省督理。
1925年（民国14年）1月，改任福建軍務督办。同年11月，任孫传芳手下的五省聯軍閩軍總司令。此時為周蔭人軍事生涯的極盛期，所統轄的部隊包括：
- 陸軍第12師（師長周蔭人自兼）

陸軍第23旅（旅長 李春生）
- 福建陸軍第1師（師長張毅）
- 福建陸軍第2師（師長李鳳翔）
- 福建陸軍第3師（師長劉俊，由12師24旅擴編）
- 福建陸軍第4師（師長賴世璜）
- 陸軍第11混成旅（旅長王麒）
- 陸軍第29混成旅（旅長孔昭同）
- 陸軍第30混成旅（旅長蘇挺）
- 補充旅（旅長蔣啟鳳）
- 海軍陸戰旅（旅長林忠）。

在國民革命軍東征時期，主政福建的周蔭人因部隊主力正增援江蘇進行第三次直奉戰爭，對廣東內的軍閥戰爭採取觀望，但是在國民革命軍確定擊潰陳炯明救粵軍時，周蔭人忌憚國民革命軍主力攻入福建，因此致信向蔣中正示好，提出協助革命軍解除兵敗入閩的救粵軍武裝，並將武器轉讓給國民革命軍，換取國軍不向福建省進攻。當救粵軍洪兆麟殘軍退入福建省時，其部隊遭到張毅率領的福建陸軍第1師繳械，獲得長短槍共近700支、火砲2門。
1926年（民国15年）國民革命軍北伐，此時周蔭人在福建控制的兵力總和達6萬人。同年8月，福建陸軍第4師師長賴世璜首先宣布依附國民革命軍，後該編制由周的衛隊旅定替重建，旅長孫雲峰。孫傳芳命令周蔭人殲滅該部隊，但在8月31日孫傳芳改變命令，發布「援贛計畫」，要求周蔭人入侵廣東，牽制北進江西的國民革命軍部隊。周蔭人率領旗下的四個師由福建西進，試圖摧毀廣東國民政府，但是其麾下的福建陸軍第2師師長李鳳翔之下屬曹萬順、杜起雲宣布叛離北京政府，投靠國民革命軍。同時，何應欽率領的國民革命軍第一軍在10月9日發兵奪取周蔭人指揮部所在地福建永定，被何應欽攻勢打亂的周蔭人倉皇撤退，其所轄之福建陸軍第3師在隨後的永定戰鬥、松口戰鬥遭到重創。
在收編從周蔭人麾下叛逃的部隊後，何應欽作為北伐軍東路軍總指揮率兵北侵福建。國民革命軍在福建地方實力派軍閥張貞的協助下，擊潰了周蔭人嫡系，並爭取到福建地方軍人部隊的支持，尤其是周蔭人無法爭取到以福建為重要根據地的中華民國海軍支持，使得他在主力部隊潰散後缺乏其它戰力延遲國民革命軍攻勢。國民革命軍在1926年12月3日擊潰張毅指揮的福建陸軍第1師，基本清除在福建效忠北京國民政府的有生戰力。12月18日進入福建省會福州市，兵敗的周蔭人僅與十餘位隨從士兵一同逃離福建省。
周蔭人逃離福建後北遁浙江省收攏殘部，並將寧海縣作為根據地，孫傳芳將其任命為五省聯軍第五方面軍司令官，約仍有9,000兵力。在北伐軍進入浙江後，授命國民革命軍第十九軍解決周蔭人殘軍，為寧海奉化戰鬥。該役十九軍遭到與孟昭月指揮的五省聯軍第三方面軍夾擊，在承受重大損失的情況下與周蔭人指揮的部隊多度交戰，最終將第五方面軍給全數擊潰。
孫傳芳在浙江的統治被瓦解後，北遁的周蔭人脫離孫傳芳麾下，向奉系輸誠，出任安國軍政府第1方面軍訓練处長。張作霖敗北后，周蔭人下野，此後寓居天津。
1956年11月，周蔭人於香港逝世。享年73岁。

## 造币

### 中华癸亥

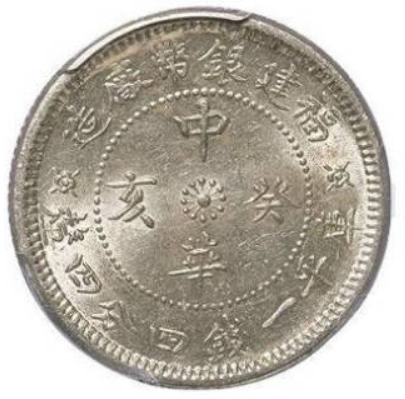
中华癸亥

民国十二年三月（1923年），援闽军总司令孙传芳和副司令周荫人率北洋陆军第二师和第十二师由赣东经杉关入闽。孙传芳治闽期间，洪山桥造币厂仅鼓铸二角一等币值银辅币，其直径23.7毫米，成色70%，重5.28- 5.32克。正面珠圈内书对读“中华癸亥”四字，中间饰以菊花星，上缘署“福建银币厂造”, 下缘署“库平一钱四分四厘”，左右两侧饰以芒纹花星或五角星；背面以交叉民国三旗为主图案，上下缘均署以英文，分别为“MADE IN FOO - K IEN M IN T”（福建造币厂制造），“1MACE AND 44 CAN DAREEN S”（一钱四分四厘），左右两侧饰以芒纹花星或六角星。若按正面所饰花星不同，可分为芒纹花星和五角星两种版别，细审尚有汉、英文字体大小不同，以及背文“MADE”错书为“MA IE”之区别，其中以面纹饰五角星者较罕见。民国十三年九月（1924年），江浙战争爆发，孙传芳率部入浙，福建军政大权为周荫人所独揽，继续在洪山桥造币厂肆意鼓铸劣币。

### 民国甲子

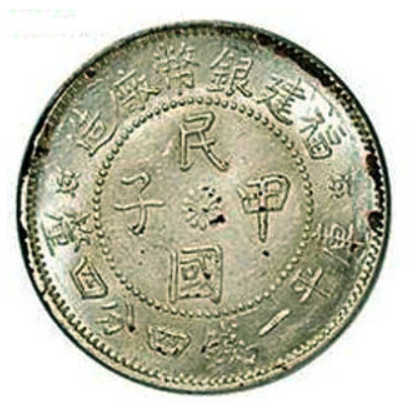
民国甲子

周荫人治闽期间，将厦门造币厂交由王则四承包，在厦门专门铸造银辅币，计有二角、一角两种币值。二角硬币直径23.6毫米，成色70%，重5.20-5.30克。正面珠圈内书对读“民国甲子”四字，中间饰以菊花星，上缘署“福建银币厂造”，下缘署“库平一钱四分四厘”，左右两侧饰以芒纹花星；背面仍以交叉民国三旗为主图案，上下缘均署与面文同一内容之英文，左右两侧亦饰以芒纹花星。偶而发现有背面三旗图案与“中华癸亥”三旗图案悉同者，明显系误置错版，闽地钱币学界称之为“民国甲子癸亥旗”，极少见。一角硬币直径17.5毫米，成色70%，重2.70克。正背面除却下缘所署币值为“库平七分二厘”，相应英文“7.2CANDA REEN S”（七分二厘），以及左右两侧均饰以五角星外，其余文字、花纹及三旗图案悉与二角者相同。仅开初为应付而铸造少量，目前已不多见。